# Szűcs Anna Viola
Szücs Anna Viola, Szücs Anna (Pécs, 2004. december 14. –) magyar szinkronszínész.

## Szinkronszerepei

### Filmek
| Cím                                          | Szereplő                      | Színész                  |
| -------------------------------------------- | ----------------------------- | ------------------------ |
| Annie                                        | Annie Bennett                 | Quvenzhané Wallis        |
| A bíró                                       | Lauren Palmer                 | Emma Tremblay            |
| A gördeszkás lány                            | Prerna                        | Rachel Sanchita Gupta    |
| Gyermekek a sötétből                         | Hannah Harriman               | Pixie Davies             |
| Cápa tó                                      | Carly Gray                    | Lily Brooks O'Briant     |
| Halálos iramban 7.                           | Samantha Hobbs                | Eden Estrella            |
| Önkívület                                    | Anna                          | Jaynee-Lynne Kinchen     |
| Poltergeist – Kopogó szellem                 | Madison Bowen                 | Kennedi Clements         |
| Steve Jobs                                   | Lisa Brennan 9 évesen         | Ripley Sobo              |
| Az utolsó boszorkányvadász                   | Kislány                       | Samara Lee               |
| Üzlet bármi áron                             | Bess Trunkman                 | Ella Anderson            |
| Alice Tükörországban                         | Mirana gyerekkorában          | Amelia Crouch            |
| Démonok között 2.                            | Janet Hodgson                 | Madison Wolfe            |
| A dzsungel könyve                            | Farkaskölyök                  |                          |
| A Kaptár – Utolsó fejezet                    | Alicia Marks / Vörös Királynő | Ever Anderson            |
| Kilenc élet                                  | Nicole Camden                 | Talitha Bateman          |
| Legendás állatok és megfigyelésük            | Modesty                       | Faith Wood-Blagrove      |
| Elif - A szeretet útján                      | Elif                          | Isabella Damla Güvenilir |
| Rossz szomszédság 2.                         | Stella                        | Elise Vargas             |
| Suicide Squad – Öngyilkos osztag             | Zoe                           | Shailyn Pierre-Dixon     |
| Vándorsólyom kisasszony különleges gyermekei | Bronwyn                       | Pixie Davies             |
| Zsivány Egyes – Egy Star Wars-történet       | Jyn fiatalon                  | Beau Gadsdon             |
| Bye Bye Man – A rettegés neve                | Alice                         | Erica Tremblay           |

### Sorozatok
| Cím                      | Szereplő        | Színész                  |
| ------------------------ | --------------- | ------------------------ |
| Don Matteo               | Martina         | Emma Reale               |
| Szerelem ajándékba       | Luz Lascuráin   | Isabella Tena            |
| A zűr közepén            | Ellie Peters    | Lulu Lambros             |
| Elena, Avalor hercegnője | Isabel hercegnő | Jenna Ortega             |
| Elif – A szeretet útján  | Elif            | Isabella Damla Güvenilir |
| Flash és a Ronkok        | Mila            | Jessica DiCicco          |
| Hunter Street            | Anika Hunter    | Kyra Smith               |
| Ginny és Georgia         | Ginny           | Antonia Gentry           |

### Rajzfilmek
| Cím                                                 | Szereplő                         | Színész              |
| --------------------------------------------------- | -------------------------------- | -------------------- |
| Az élet könyve                                      | Sasha                            | Kennedy Peil         |
| Az Igazság Ligája: Háború                           | Hannah Grace                     | Hynden Walch         |
| Kókusz Kokó, a kis sárkány                          | Matilda                          | Carolin Kebekus      |
| Agymanók                                            | Riley fiatalon                   |                      |
| Dínó tesó                                           | Libby                            | Maleah Nipay-Padilla |
| Frédi, Béni és a pankrátorok: Leszámolás a kőkorban | Enikő                            | Russi Taylor         |
| Hotel Transylvania 2. – Ahol még mindig szörnyen jó | Winnie                           | Sadie Sandler        |
| Snoopy és Charlie Brown – A Peanuts film            | Frieda                           | Francesca Capaldi    |
| Kung Fu Panda 3.                                    | Lei Lei                          | Liam Knight          |
| Szenilla nyomában                                   | Phoebe Turista Gyerek az autóban |                      |
| Trollok                                             | Fiatal Pipacs                    | Iris Dohrn           |
| Babi kávézója                                       | Babi                             | Margaret Ying Drake  |